# Vuelta a Murcia 2005
La 25º Vuelta a Murcia (oficialmente: Vuelta Ciclista a Murcia-Costa Cálida), trascurrió entre el 2 y el 6 de marzo del 2005 con un total de 642,7 km.

## Equipos participantes
| - Illes Balears ( España) - Relax-Fuenlabrada ( España) - Saunier Duval ( España) - Comunidad Valenciana ( España) - Kaiku ( España) - Liberty Seguros ( España) - Mr Bookmaker ( Bélgica) - Bouygues Télécom ( Francia) | - T-Mobile ( Alemania) - Acqua & Sapone ( Italia) - Gerolsteiner ( Alemania) - Rabobank ( Países Bajos) - Lampre-Caffita ( Italia) - Barloworld ( Reino Unido) - Landbouwkrediet ( Bélgica) - Chocolat Jacques ( Bélgica) |

## Etapas
| Etapa | Fecha      | Recorrido                         | km       | Ganador de la etapa |
| ----- | ---------- | --------------------------------- | -------- | ------------------- |
| 1.ª   | 2 de marzo | Murcia-Molina de Segura           | 162      | Danilo Hondo        |
| 2.ª   | 3 de marzo | Alhama de Murcia-Alhama de Murcia | 22 (CRI) | Danilo Hondo        |
| 3.ª   | 4 de marzo | Mula-Fortuna                      | 155,8    | Allan Davis         |
| 4.ª   | 5 de marzo | Águilas-Collado Bermejo           | 152,3    | Peio Arreitunandia  |
| 5.ª   | 6 de marzo | Murcia-Murcia                     | 150,6    | Allan Davis         |

## Clasificaciones finales
| \| 1. \| Koldo Gil \| 15h 53' 08" \| \| 2. \| Toni Colom \| + 30" \| \| 3. \| Damiano Cunego \| + 59" \| \| 4. \| Peio Arreitunandia \| + 1' 09" \| \| 5. \| Ezequiel Mosquera \| + 1' 35" \| \| 6. \| Levi Leipheimer \| + 1' 47" \| \| 7. \| José Luis Martínez \| + 1' 54" \| \| 8. \| Danilo Hondo \| + 2' 11" \| \| 9. \| Pieter Weening \| + 2' 16" \| \| 10. \| Rory Sutherland \| + 2' 27" \| |                    |             |
| 1. | Koldo Gil          | 15h 53' 08" |
| 2. | Toni Colom         | + 30"       |
| 3. | Damiano Cunego     | + 59"       |
| 4. | Peio Arreitunandia | + 1' 09"    |
| 5. | Ezequiel Mosquera  | + 1' 35"    |
| 6. | Levi Leipheimer    | + 1' 47"    |
| 7. | José Luis Martínez | + 1' 54"    |
| 8. | Danilo Hondo       | + 2' 11"    |
| 9. | Pieter Weening     | + 2' 16"    |
| 10. | Rory Sutherland    | + 2' 27"    |

| \| 1. \| Danilo Hondo \| 90 p. \| \| 2. \| Allan Davis \| 70 p. \| \| 3. \| Wesley Van Der Linden \| 40 p. \| |                       |       |
| 1. | Danilo Hondo          | 90 p. |
| 2. | Allan Davis           | 70 p. |
| 3. | Wesley Van Der Linden | 40 p. |

| \| 1. \| Koldo Gil \| 16 p. \| \| 2. \| Pieter Weening \| 14 p. \| \| 3. \| Peio Arreitunandia \| 12 p. \| |                    |       |
| 1. | Koldo Gil          | 16 p. |
| 2. | Pieter Weening     | 14 p. |
| 3. | Peio Arreitunandia | 12 p. |

| \| 1. \| Koldo Gil \| 12 p. \| \| 2. \| Peio Arreitunandia \| 15 p. \| \| 3. \| Damiano Cunego \| 20 p. \| |                    |       |
| 1. | Koldo Gil          | 12 p. |
| 2. | Peio Arreitunandia | 15 p. |
| 3. | Damiano Cunego     | 20 p. |

| \| 1. \| Kaiku \| 47h 45' 57" \| \| 2. \| Lampre-Caffita \| + 22" \| \| 3. \| Rabobank \| + 29" \| |                |             |
| 1.                                                                                                 | Kaiku          | 47h 45' 57" |
| 2.                                                                                                 | Lampre-Caffita | + 22"       |
| 3.                                                                                                 | Rabobank       | + 29"       |